# Bürs (Arneburg)
Bürs (Ausspracheⓘ) gehört zur Stadt Arneburg im Landkreis Stendal in Sachsen-Anhalt.

## Geografie
Das altmärkische Dorf Bürs ist einen Kilometer westlich vom Zentrum der Stadt Arneburg entfernt.

## Geschichte
Im Jahre 1277 wird ein hinricus de burs in einem Beschluss der Gewandschneider- und Kaufmannsgilde in Stendal genannt.
Bürs wird im Jahre 1430 erstmals als Buers in einer Urkunde erwähnt, in der Markgraf Johann die Woldeck von Arneburg belehnt.
In der Klageschrift des Erzbischofs Johann von Magdeburg aus dem Jahre 1475 über Gewalttaten der Quitzows wird berichtet, dass sie dem Schulzen von Borss, by Arneburg gelegen, 4 Pferde geraubt haben. Weitere Nennungen sind 1492 den hoff to Bars, 1507 im dorpp Bursz, 1571 war der Ort eine Wüstung. Nach einer Mitteilung Andreas Rittners aus dem Jahre 1729 überfiel 1642 der schwedische Obrist Barß zwei kaiserliche Kompagnien auf der Schäferei zu Büers, ruinierte dieselben und „zündete die Gebäuden an bey der Nacht, deswegen viel Menschen und Vieh verbrannt seyn“.
1684 gibt es ein Vorwerk. Im Jahre 1784 wird von einer Kolonie Bürs beim Vorwerk berichtet, die 1777/78 erbaut worden ist und in der 12 Büdner-Familien wohnten. Wilhelm Zahn berichtete im Jahre 1909: „Als das Domänenamt in Tangermünde aufgehoben wurde, wurde Bürs eine selbständige königliche Domäne, bei der eine kleine, im 18. Jahrhundert angelegte Kolonie besteht, die jetzt eine selbständige Gemeinde bildet.“
Bürs wird heute als kleine Ansiedlung (Wohnplatz) von Arneburg geführt.

### Eingemeindungen
Am 30. September 1928 wurde der Gutsbezirk Domäne Bürs aufgelöst, wobei das Hauptgut Bürs mit der Landgemeinde Bürs und das Nebengut (Vorwerk) Wischer mit der Landgemeinde Hassel vereinigt wurde. Am 1. Dezember 1935 wurde die Gemeinde Bürs in die Stadt Arneburg eingegliedert.
Am 2. August 1936 wurde der Saatzuchtwirtschaft von Heinrich Hölscher in Arneburg, Kreis Stendal, Stendaler Straße 56, früher Gut Bürs und vordem Domäne Bürs, als Ortsteil der Stadt Arneburg die Bezeichnung „Domäne Bürs“ verliehen.

### Einwohnerentwicklung

#### Vorwerk/Kolonistendorf/Gemeinde
| Jahr | Einwohner |
| ---- | --------- |
| 1772 | 17        |
| 1790 | 86        |
| 1798 | 79        |
| 1801 | 71        |

| Jahr | Einwohner |
| ---- | --------- |
| 1818 | 86        |
| 1840 | 131       |
| 1864 | 207       |
| 1871 | 135       |

| Jahr | Einwohner |
| ---- | --------- |
| 1885 | 139       |
| 1892 | [0]254    |
| 1895 | 188       |
| 1900 | [0]261    |

| Jahr | Einwohner |
| ---- | --------- |
| 1905 | 229       |
| 1910 | [0]264    |
| 1925 | 344       |

#### Domäne/Gutsbezirk
| Jahr | Einwohner |
| ---- | --------- |
| 1871 | 39        |
| 1885 | 51        |

| Jahr | Einwohner |
| ---- | --------- |
| 1895 | 56        |
| 1905 | 46        |

Quelle wenn nicht angegeben:

## Religion
Die evangelischen Christen aus dem Vorwerk und der Kolonie Bürs waren in die Kirchengemeinde Arneburg eingekircht, die früher zur Pfarrei Arneburg gehörte. Sie werden heute betreut vom Pfarrbereich Arneburg des Kirchenkreises Stendal im Propstsprengel Stendal-Magdeburg der Evangelischen Kirche in Mitteldeutschland.